# 中井貴一
中井 貴一（なかい きいち、1961年9月18日 - ）は、日本の俳優・歌手・ナレーター。本名同じ。OFFICE-NAKAI所属。血液型はA型。身長181 cm、体重70 kg。東京都世田谷区出身。成蹊中学校・高等学校、成蹊大学経済学部卒業。

## 来歴
成蹊中学校・高等学校を経て成蹊大学経済学部卒業。父は俳優の佐田啓二、母は中井益子（1928年 ~ 2016年）、姉は女優・エッセイストの中井貴惠で、小津安二郎により「貴一」と名付けられた。3歳の誕生日を目前にして、父を交通事故で亡くす。高校時代はテニスに熱中、コーチを職業にすることを考えるほどだった。赤面症で俳優になるなど考えたこともなかったというが、父の17回忌の法要の際に映画監督の松林宗恵にスカウトされる。本格的に俳優としての活動を開始したのは成蹊大学在学中で、1981年公開の松林監督の映画『連合艦隊』への出演でデビュー。同作品で日本アカデミー賞新人俳優賞を受賞した。
1982年にはNHK水曜時代劇『立花登 青春手控え』でテレビドラマ初出演にして初主演。翌1983年にTBS系で放送された『ふぞろいの林檎たち』で主役を演じた中井の知名度は作品の大ヒットと共に急上昇した。1988年に放送されたNHK大河ドラマ『武田信玄』では主役の武田信玄を演じた。40%に迫る平均視聴率と歴代2位である49.2%の瞬間最高視聴率を記録した。
『四十七人の刺客』『壬生義士伝』といった時代劇で演じるシリアスな役柄から『寝ずの番』やDCカードのテレビコマーシャルで見せるコミカルな役柄まで演じこなす幅の広さが観衆・批評家双方の支持を得、活動の場を問わず着実にキャリアを重ねる。先述の『武田信玄』出演後には『激動の1750日』『極道戦争 武闘派』などの仁侠映画にも出演した。
2004年には中国映画『ヘブン・アンド・アース 天地英雄』に出演した。全編に亘り中国語での会話を要求されたが、特訓の末に無事撮影を成功させ、海外進出を果たした。この映画の出演をきっかけに「ナショナリズム」や「愛国心」について深く考えるようになったと言い、2005年公開の『亡国のイージス』に出演、「日本を敵視する某国のスパイ」の演技も各方面から賞賛された。また、2003年公開の映画『壬生義士伝』では吉村貫一郎役で主演、日本アカデミー賞と日刊スポーツ映画大賞で主演男優賞を獲得した。松竹により配給された『壬生義士伝』は興業面でもヒットした。
2007年公開の日本・中国合作映画『鳳凰』では、主演とともにプロデューサーを務める。
2008年に放映されたドラマ『風のガーデン』では、末期癌で臨終する医者を演じるため、半年の間キャベツダイエットを行い、9キロの減量を敢行。緒形拳演じる医者である父親・貞三に看取られて終生する麻酔医・貞美を演じた。
2012年にドラマ『最後から二番目の恋』では鎌倉市役所観光推進課課長・長倉和平役で出演し、後に鎌倉市国際観光親善大使に就任した。

## 人物
- 本人は父・佐田啓二について「男の子は父親の後ろ姿を見て育つと言うが、僕には父親の後ろ姿がなかった。だから、学生の頃に俳優の仕事が舞い込んだ時に『父の後ろ姿が見たい』と思った。とりあえず監督の面接に行ったもののやっぱり断ろうと思っていたところ、なぜか最終的に『イエス』と言ってしまった。あの一瞬、父に背中を押されたとしか思えない不思議な感覚だった。それ以来『俺がやれなかった役を代わりにやってくれ』と父から言われてるような気がして俳優を続けている。これまで公に話したことはないけど、40年間ずっとそう思い続けてきた」と後年語っている[6]。
- 二枚目スターとして名高い父と比較されることが多く、母からは「パパの方が何倍も二枚目だったわよ」、仕事先でも「お父さんは二枚目だったのにねぇ…」と何回も言われ「心が折れそうになった」とトーク番組でこぼしていた。
- 若くして亡くなった父の年齢（享年38）を自らが越えたことで、それまでの独身生活との決別を決め、2000年9月18日（月曜日）、39歳の誕生日に結婚[7]。アンティーク時計を好み、父の時計を複数所有[8]。高倉健からもらった時計もある[9]。
- とんねるずの木梨憲武や同年代の佐藤浩市と真田広之、柳葉敏郎、『ふぞろいの林檎たち』で共演した時任三郎、三谷幸喜、柳沢慎吾、『東京上空いらっしゃいませ』で共演した笑福亭鶴瓶らと親交が深い。また、若手でもドラマで共演した元SMAPの木村拓哉、嵐の松本潤とも親しい。
- 中国映画『ヘブン・アンド・アース 天地英雄』への出演を迷った時、高倉健に相談したところ、「外国の映画に1本出ることは、日本の映画に10本出ることと同価値だ」と諭され、出演を決意、単身中国へ向かった[10][11]。
- 1983年の日本テレビドラマ『波の盆』では、アメリカ市民としての忠誠心を示すため、日本本土空襲のための爆撃機製造への寄付ないし募金活動に積極的に関わった事から、終戦後に父親から勘当され、失意の後半生を送るハワイ生まれの日系二世を演じた。27年後の2010年には、TBSドラマ『99年の愛〜JAPANESE AMERICANS〜』にて、祖国・日本の勝利を最後まで信じ、敗戦のショックと絶望からマンザナー強制収容所で自死を遂げる日系一世という、逆の役柄を演じることとなった。上記の様に、対照的な役柄での出演はNHK大河ドラマでも見られ、2005年に放送された『義経』では源氏方の棟梁である源頼朝を演じたのに対し、2012年の『平清盛』では、平家方の平忠盛を演じている。
- 大河ドラマの常連俳優の一人。1988年の『武田信玄』で主演し、武田信玄を演じる。元々は、上杉謙信役での出演予定があった[12]が、主演予定の松平健の降板に伴い主演が決定したというエピソードがある。なお、中井が演じる予定であった上杉謙信は柴田恭兵が演じている。撮影は武田信玄ゆかりの山梨県でも行われ、共演した平幹二朗や菅原文太、宍戸錠、児玉清などの先輩俳優が暖かく支えてくれたと語っている[13]。平均視聴率は39.2%で、前年の『独眼竜政宗』に次ぐ歴代2位を記録、最高視聴率では『独眼竜政宗』を上回る49.2%を記録するなど大ヒットとなった[14]。また、助演においても数多くの作品に出演しており、比較的若年のうちからオープニングでトメ [注釈 1]を務めるなど重厚な演技を見せる役回りが多い。1995年の『八代将軍吉宗』では、主人公の徳川吉宗（演・西田敏行）とは対立する尾張藩主徳川宗春を演じた。2003年の『武蔵 MUSASHI』では、主人公の宮本武蔵（演・市川新之助）の前に立ちはだかる大きな壁であり宿敵である柳生宗矩を演じた。2005年の『義経』では、主人公の源義経（演・滝沢秀明）の兄で葛藤をしながらもやがて義経を死に追いやる源頼朝を演じた。2012年の『平清盛』では、主人公の平清盛（演・松山ケンイチ）の育ての父となる平忠盛を演じた。
- 共演した阿部寛によると、映画『麒麟の翼 〜劇場版・新参者〜』の撮影初日、既に遺体となっている設定であったため、共演者に挨拶されるより先に棺に入って準備していたという。
- 自身の出身校の成蹊大学の先輩である安倍晋三とは交流があり、津川雅彦らと共に度々会食をしている。

## 出演

### 映画
- 連合艦隊（1981年8月8日、東宝） - 小田切正人 役[15][注釈 2]
- 父と子（1983年1月15日、東宝） - 主演・工藤高志 役
- ふしぎな國 日本（1983年4月29日、松竹） - 主演・大山貫一 役
- プルメリアの伝説 天国のキッス（1983年7月2日、東宝） - 主演・寺尾慎治 役
- 男はつらいよ 口笛を吹く寅次郎（1983年12月28日、松竹） - 石橋一道 役
- F2グランプリ（1984年4月14日、東宝） - 主演・中野訓 役
- 化粧（1984年5月12日、松竹） - 日下 役
- ビルマの竪琴（1985年7月20日、東宝） - 主演・水島上等兵 役
- 食卓のない家（1985年11月2日、松竹富士） - 鬼童子乙彦 役
- 新・喜びも悲しみも幾歳月（1986年6月28日、松竹） - 大門敬二郎 役
- キネマの天地（1986年8月2日、松竹） - 主演・島田健二郎 役
- 鹿鳴館（1986年9月20日、東宝） - 影山久雄 役
- 国士無双（1986年10月25日、サンレニティ） -  主演・にせ者  役
- 映画女優（1987年1月17日、東宝） - 五生平之助 役
- 竹取物語（1987年9月26日、東宝） - 大伴の大納言 役[16]
- 極道渡世の素敵な面々（1988年6月11日、東映） - ヒットマン 役
- 開港風雲録 YOUNG JAPAN（1989年9月15日、東宝）※横浜地区のみで公開された映画
- 東京上空いらっしゃいませ（1990年6月9日、松竹） - 主演・雨宮文夫 役
- 激動の1750日（1990年9月15日、東映） - 主演・若竹正則 役
- 極道戦争 武闘派（1991年11月19日、東映） - 主演・衣笠誠 役
- 外科室（1992年2月8日、松竹） - 清長 役
- お引越し（1993年3月20日、アルゴプロジェクト） - 主演・漆場賢一 役
- 結婚 「中井・鷲尾御両家編」（1993年4月24日、松竹） - 主演・天童雅彦 役
- その木戸を通って（1993年、ゴー・シネマ） - 正四郎 役[注釈 3]
- 四十七人の刺客（1994年10月22日、東宝） - 色部又四郎 役
- マークスの山（1995年4月22日、松竹） - 主演・合田雄一郎 役
- Morocco 横浜愚連隊（1996年5月4日、Movie Bros.） - 片桐勝 役
- ラブ・レター（1998年5月23日、松竹） - 主演・高野吾郎 役
- 愛を乞うひと（1998年9月26日、東宝） - 陳文雄 役
- 落下する夕方（1998年11月17日、松竹） - 柴田 役
- 残侠 ZANKYO（1999年2月13日、東映） - 諏訪政次郎 役
- 梟の城（1999年9月30日、東宝） - 主演・葛籠重蔵 役
- 新選組（2000年1月15日、メディアボックス） - 土方歳三 役
- 世にも奇妙な物語 映画の特別編 「携帯忠臣蔵」（2000年11月3日） - 主演・大石内蔵助 役
- 日本の黒い夏─冤罪（2001年3月24日、日活） - 主演・笹野誠 役
- ホタル（2001年5月26日、東映） - 中嶋 役
- みんなのいえ（2001年6月9日、東宝） - 本人 役
- 修羅の群れ（2002年2月16日、ミュージアム） - 田城正雄 役
- 竜馬の妻とその夫と愛人（2002年9月14日、東宝） - 菅野覚兵衛 役
- 壬生義士伝（2003年1月18日、松竹） - 主演・吉村貫一郎 役
- ROCKERS（2003年9月27日、ギャガ） - 神父 役 ※ゲスト出演
- 陰陽師II（2003年10月4日、東宝） - 幻角 役
- ヘブン・アンド・アース 天地英雄（2004年2月21日、SPE） - 来栖 役[18]
- ジャンプ（2004年5月8日、シネカノン） ※友情出演
- 亡国のイージス（2005年7月30日、松竹） - 溝口哲也 / ヨンファ 役
- 単騎、千里を走る。（2006年1月28日、東宝） - 高田健一 役 ※声の出演
- 燃ゆるとき THE EXCELLENT COMPANY（2006年2月11日、東映） - 主演・川森潔 役
- 寝ずの番（2006年4月8日、角川ヘラルド・ピクチャーズ） - 主演・笑満亭橋太 役
- どろろ（2007年1月27日、東宝） - 醍醐景光 役
- HERO（2007年9月8日、東宝） - 滝田明彦 役
- 鳳凰 わが愛（2007年11月3日、角川映画） - リュウ・ラン 役[注釈 4]
- ザ・マジックアワー（2008年6月7日、東宝） - 磐田とおる 役
- 次郎長三国志（2008年9月20日、角川映画） - 主演・清水次郎長 役
- アマルフィ 女神の報酬（2009年7月18日、東宝） - 片岡博嗣 役 ※声の出演
- RAILWAYS 49歳で電車の運転士になった男の物語（2010年5月29日、松竹） - 主演・筒井肇 役
- プリンセス・トヨトミ（2011年5月28日、東宝）- 真田幸一 役
- 戦国（中国語版）（2011年4月15日、星光[注釈 5]）-  斉威王  役
- ステキな金縛り（2011年10月29日、東宝）- 小佐野徹 役
- ワイルド7（2011年12月21日、ワーナー・ブラザース映画） - 草波勝警視正 役
- 麒麟の翼 〜劇場版・新参者〜（2012年1月28日、東宝） - 青柳武明 役
- 天地明察（2012年9月15日、松竹） - 水戸光圀 役
- 柘榴坂の仇討（2014年9月20日、松竹） - 主演・志村金吾 役
- アゲイン 28年目の甲子園（2015年1月17日、東映） - 主演・坂町晴彦 役
- サンマとカタール 女川つながる人々（2016年5月7日、東京テアトル） - ナレーション
- 健さん（2016年8月20日、レスぺ） - 語り
- グッドモーニングショー（2016年10月8日、東宝） - 主演・澄田真吾 役[19]
- 幸福のアリバイ〜Picture〜（2016年11月18日、東映） - 主演
- 本能寺ホテル（2017年1月14日、東宝） - ナレーション
- 花戦さ（2017年6月3日、東映） - 織田信長 役 [20]
- 嘘八百（2018年1月5日、ギャガ）- 主演・小池則夫 役（佐々木蔵之介とW主演）
  - 嘘八百 京町ロワイヤル（2020年1月31日）
  - 嘘八百 なにわ夢の陣（2023年1月6日）[21]
- 空母いぶき（2019年5月24日、キノフィルムズ） - 中野啓一 役[22]
- 記憶にございません!（2019年9月13日、東宝）- 主演・黒田啓介 役
- 大河への道（2022年5月20日、松竹） - 主演・総務課主任・池本保治 / 高橋景保 役[23][24][25]
- 鬼平犯科帳 血闘（2024年5月10日、松竹） - 京極備前守高久 役[26]
- 海の沈黙（2024年11月22日、ハピネットファントム・スタジオ） - スイケン 役[27]
- 雪風 YUKIKAZE（2025年8月15日、ソニー・ピクチャーズ エンタテインメント / バンダイナムコフィルムワークス） - 伊藤整一 役[28]

### 短編映画
- 美人の多い料理店（2013年、NHK / NHKエンタープライズ） - 主演・料理評論家 役[29][30]
- いまだったら言える気がする（2020年4月24日配信、YouTubeチャンネル「ROBOT CONTENT LAB」） - ジンノ 役[31]

### テレビドラマ
- 立花登 青春手控え（1982年4月 - 9月、NHK総合） - 主演・立花登 役
- ふぞろいの林檎たち（1983年5月 - 7月、TBS） - 主演・仲手川良雄 役
  - ふぞろいの林檎たちII（1985年3月 - 6月）
  - ふぞろいの林檎たちIII（1991年1月 - 3月）
  - ふぞろいの林檎たちIV（1997年4月 - 7月）
- 銀河テレビ小説（NHK総合)
  - 歳月（1983年11月7日 - 12月2日） - 小野寺牧人 役
- 波の盆（1983年11月15日、日本テレビ） - 作太郎 役
- 青春泥棒・徹と由紀子（1984年、TBS） - 主演・元吉徹 役
- オアシスを求めて（1985年10月26日、NHK総合） - 主演・織部路音 役
- ライスカレー （1986年4月 - 6月、フジテレビ） - 片山春介（BJ） 役
- 女も男もなぜ懲りない（1987年、フジテレビ） - 主演・片山弘 役
- ドラマ人間模様「ラストゴングが鳴るまで」（1987年6月、NHK総合） - 主演
- 大河ドラマ（NHK総合）
  - 武田信玄[32]（1988年） - 主演・武田信玄 役
  - 八代将軍吉宗（1995年） - 徳川宗春 役
  - 武蔵 MUSASHI（2003年） - 柳生宗矩 役
  - 義経（2005年） - 源頼朝 役
  - 平清盛（2012年） - 平忠盛 役
- ご存じ! 鞍馬天狗（1989年1月4日、フジテレビ） - 主演・鞍馬天狗 役
- いまどき銀座物語ぼんぼん（1989年5月 - 7月、フジテレビ） - 主演・連平 役
- サントリードラマスペシャル 失われた時の流れを（1990年3月23日、フジテレビ） - 主演・手島修平 役
- 横溝正史傑作サスペンス「犬神家の一族」 （1990年3月27日、テレビ朝日） - 主演・金田一耕助 役
- 本格時代劇スペシャル「はやぶさ新八御用帳 大奥の恋人」 （1990年4月1日、日本テレビ） - 主演・隼新八郎 役
- 終戦45年ドラマスペシャル 戦艦大和（1990年8月10日、フジテレビ） - 主演・吉岡少尉 役
- 忠臣蔵 風の巻・雲の巻（1991年、フジテレビ） - 浅野内匠頭 役
- 世にも奇妙な物語（フジテレビ）
  - 第2シリーズ「もういちど」（1991年1月10日） - 主演・石田 役
  - 冬の特別編「妄想特急」（1992年12月30日） - 主演
- 天国から北へ3キロ（1991年6月28日、フジテレビ） - 田山雄三 役
- 金曜ドラマシアター「NASA〜未来から落ちてきた男〜」（1991年8月23日、フジテレビ） - 橋口健次郎中尉 役
- 運命の逆転（1992年4月10日、TBS） - 主演・黒沢一彦 役
- じゃじゃ馬ならし（1993年7月 - 9月、フジテレビ） - 主演・山田隆一郎 役
- 夏子の酒（1994年1月 - 3月、フジテレビ） - 佐伯康男 役 ※特別出演
- 土曜ドラマ「否認」（1994年4月、NHK総合） - 主演・曽根吐夢 役
- 開局35周年記念「刑事の恋」（1994年4月7日、テレビ朝日） - 主演・本田一徹 役
- グッドモーニング（1994年7月 - 9月、フジテレビ） - 天野憲三 役
- ヘルプ!（1995年、フジテレビ）※友情出演
- その木戸を通って（1995年3月26日、フジテレビ） - 正四郎 役[注釈 3]
- まだ恋は始まらない（1995年10月 - 12月、フジテレビ） - 主演・高沢幸一郎 / 真吉 役
- Age,35 恋しくて（1996年4月 - 6月、フジテレビ） - 主演・島田英志 役
- いつか見た空（1996年10月 - 11月、NHK） - 主演・久野誠一郎 役
- NHK正月時代劇「風光る剣 -八嶽党秘聞-」（1997年1月2日、NHK総合） - 主演・鶴見源次郎 役
- 春の惑星（1999年4月2日、TBS） - 井関祐一 役
- セミダブル（1999年4月 - 6月、フジテレビ） - 主演・神宮寺祥 役
- バカヤロー!2000 ニッポン人の怒りが爆発する!!「パの字でつまずくなんて」（2000年3月27日、日本テレビ） - 主演
- 少年H - それが僕たちの戦争だった（1999年11月、フジテレビ） - 妹尾盛夫 役
  - 少年H - 青春篇（2001年3月23日）
- 玩具の神様（2000年2月 - 3月、NHK総合）
- 陽だまりの樹（2000年4月 - 9月、日本テレビ） - ナレーター
- ある日、嵐のように（2001年4月 - 6月、NHK総合） - 主演・堀井誠 役
- 私を旅館に連れてって（2001年4月 - 6月、フジテレビ） - 高邑隆一郎 役
- ウソコイ（2001年7月 - 9月、関西テレビ） - 主演・鈴懸彰 役
- 迷路の歩き方（2002年11月、NHK総合） - 主演・大友啓治 役
- 太閤記 サルと呼ばれた男（2003年12月27日、フジテレビ） - 松下嘉兵衛 役
- 積木くずし真相 〜あの家族、その後の悲劇〜（2005年9月2日・3日、フジテレビ） - 野間俊一 役 ※特別出演
- 終りに見た街（2005年12月3日、テレビ朝日） - 主演・清水要治 役
- HERO特別編（2006年7月3日、フジテレビ） - 滝田明彦 役
- はだしのゲン（2007年8月10日・11日、フジテレビ） - 主演・中岡大吉 役
- 鹿男あをによし（2008年1月 - 3月、フジテレビ） - オープニングナレーション
- 風のガーデン（2008年10月 - 12月、フジテレビ） - 主演・白鳥貞美 役
- スマイル（2009年4月 - 6月、TBS） - 伊東一馬 役
- 松本清張ドラマスペシャル・霧の旗（2010年3月16日、日本テレビ） - 沢木検事 役 ※特別出演
- フジテレビ開局50周年記念ドラマ わが家の歴史（2010年4月9日 - 4月11日、フジテレビ） - 獅子丸寿一 役
- TBS開局60周年記念ドラマ 99年の愛〜JAPANESE AMERICANS〜（2010年11月3日 - 7日、TBS） - 主演・平松長吉 役
- WOWOW開局20周年記念番組 三谷幸喜「short cut」（2011年11月3日、WOWOW）
- ステキな隠し撮り 完全無欠のコンシェルジュ（2011年11月5日、フジテレビ） - 小佐野 役
- 最後から二番目の恋（2012年1月 - 3月、フジテレビ） - 主演・長倉和平 役
  - 最後から二番目の恋 2012秋（2012年11月2日）
  - 続・最後から二番目の恋（2014年4月 - 6月）
  - 続・続・最後から二番目の恋（2025年4月14日 - 6月23日）[33][34]
- NTTドコモ 20周年スペシャルドラマ 夢の扉 特別編 20年後の君へ（2012年7月1日、TBS） - 主演・澤田雄一郎 役
- 東野圭吾ミステリーズ（2012年7月 - 9月、フジテレビ） - ナビゲーター倉敷役
- PRICELESS〜あるわけねぇだろ、んなもん!〜（2012年10月 - 12月、フジテレビ） - 模合謙吾 役
- バッケンレコードを超えて（2013年1月27日、北海道文化放送） ※特別出演
- 雲霧仁左衛門（2013年10月 - 11月、NHK BSプレミアム） - 主演・雲霧仁左衛門 役
  - 雲霧仁左衛門2（2015年2月 - 3月）
  - 雲霧仁左衛門3（2017年1月 - 2月）
  - 雲霧仁左衛門4（2018年9月 - 10月）
  - 雲霧仁左衛門5（2022年1月 - 3月）
  - 雲霧仁左衛門6（2023年8月 - 10月）
  - 雲霧仁左衛門ファイナル（2025年1月 - ）[35]
- 山田太一ドラマスペシャル 時は立ちどまらない（2014年2月22日、テレビ朝日） - 主演・西郷良介 役
- きんぴか（2016年2月13日 - 3月12日、WOWOW） - 主演・阪口健太 役[36]
- 新春ドラマスペシャル 娘の結婚（2018年1月8日、テレビ東京） - 主演・國枝孝彦 役[37]
- 記憶（2018年3月21日 - 6月6日、フジテレビNEXT / J:COM） - 主演・本庄英久 役[38]
- 共演NG（2020年10月26日 - 12月7日、テレビ東京） - 主演・遠山英二 役[39]
- 連続ドラマW「華麗なる一族」（2021年、WOWOWプライム） - 主演・万俵大介 役[40]
- ザ・トラベルナース （2022年10月20日 - 12月8日、テレビ朝日） - 九鬼静 役[41][42]
  - ザ・トラベルナース（2024年10月17日 - 12月19日、テレビ朝日）[43]
- 大河ドラマが生まれた日（2023年2月4日、NHK総合）- 成島庭一郎 役[44]
- 春になったら 第4話（2024年2月5日、関西テレビ・フジテレビ） - 神健一郎 役[45]
- 母の待つ里（2024年8月16日・23日、NHK BSプレミアム4K / 9月21日・28日、NHK BS） - 主演・松永徹 役[46][47]

### 舞台
- 刺青（1990年、日生劇場）
- 陽だまりの樹（1992年・1995年・1998年、銀座セゾン劇場／脚本：横内謙介・演出：杉田成道） - 主演・手塚治虫、手塚良庵 役
- 二人の噺（2001年・2003年、PARCO劇場ほか）
- バナナがすきな人（2004年、劇団ダンダンブエノ、青山円形劇場ほか）
- コンフィダント・絆（2007年、PARCO劇場・シアターBRAVA!／作・演出：三谷幸喜） - ジョルジュ・スーラ 役
- 二人の約束〜The Two Men’s Promise〜（2008年、PARCO劇場ほか）
- グッドナイト スリイプタイト（2008年、PARCO劇場・サンケイホールブリーゼ）
- 十二人の怒れる男（2009年、シアターコクーン／演出：蜷川幸雄） - 主演・陪審員第八号 役
- カーディガン（2010年11月1日 - 11月23日、PARCO劇場ほか）
- 趣味の部屋（2013年3月　PARCO劇場ほか）
- 趣味の部屋　再演（2015年3月　PARCO劇場ほか）
- メルシー！おもてなし〜志の輔らくごMIX〜（2016年6月 PARCO劇場ほか）
- 日本の歴史（2018年12月 世田谷パブリックシアターほか／作・演出：三谷幸喜）
- 風博士（2019年12月 世田谷パブリックシアターほか／作・北村想・演出：寺十悟）
- 月とシネマ2023（2023年11月 -12月、PARCO劇場ほか／作・演出：G2） - 主演・並木憲次 役[48][49]
- 終わった人（2024年7月、森ノ宮ピロティホールほか／作・演出：笹部博司） - 壮介 役[50]
  - 終わった人 2026年公演（2026年3月5日 - 4月5日、東京 他 地方公演／作・演出：笹部博司）[51]
- 先生の背中〜ある映画監督の幻影的回想録〜（2025年6月8日 - 7月20日、PARCO劇場ほか／作：鈴木聡 演出：行定勲）[52]

### ドキュメンタリー
- NHKスペシャル（NHK総合）
  - 長嶋と王50年目の告白（2009年、NHK） - ナレーション
  - 中国文明の謎（2012年10月 - 12月、全3回） - ナビゲーター
    - 「中華の源流 幻の王朝を追う」（2012年10月14日）
    - 「漢字誕生 王朝交代の秘密」（2012年11月11日）
    - 「始皇帝 "中華"帝国への野望」（2012年12月2日）

  - 古代中国 よみがえる英雄伝説（2013年1月 - 2月、NHK BSプレミアム、全3回）[53] - ナビゲーター
    - 「始皇帝と乱世の名臣たち〜春秋戦国天下統一への道〜」（2013年1月4日）
    - 「紂王と太公望〜王朝交代 古代最大の決戦〜」（2013年1月10日）
    - 「伝説の王・禹〜最古の王朝の謎〜」（2013年2月7日）
- 森のラブレター2（2010年1月9日、TBS） - 朗読
- 夢の扉+（2011年4月 - 2016年3月、TBS） - ナレーション
- マイセン 三百年の時間旅行〜欧州の名窯に秘められた歴史ミステリー〜（2013年11月2日、BS日テレ） - 語り
- BS-TBS開局15周年特別企画　中井貴一ヨーロッパ大紀行〜天才・ダヴィンチからの挑戦状〜（2016年、BS-TBS） - ナビゲーター[54]
  - 第一夜「ダヴィンチの素顔と真実」（2016年3月19日）
  - 第二夜「名画モナ・リザの罠と正体」（2016年3月20日）
- 中井貴一ヨーロッパ大紀行II（2017年、BS-TBS） - ナビゲーター
  - 第一夜「究極のルネサンスへの誘い!芸術家たち夢の競演」（2017年6月13日）
  - 第二夜「ヴァチカン独占撮影!ミケランジェロの真髄に迫る」（2017年6月20日）

### その他のテレビ番組
- みんなのうた（NHK総合・教育・ラジオ第1・FM）
  - ありがとう さようなら（1985年2月 - 3月ほか）※吉田直子とのデュエット[注釈 6]。
  - ただ今　しあわせ（1990年4月 - 5月ほか）[55]
- 第38回NHK紅白歌合戦（1987年12月31日、NHK総合・ラジオ第1） - 審査員
- 浩市・貴一・ヒロミも大興奮!超豪華アスリート総出演!!木梨憲武メジャー制覇の旅（2004年6月13日、テレビ朝日）
- 憲武・浩市・貴一・ヒロミの世界殿堂に挑戦するぞ!SP（2004年7月14日、テレビ朝日）
- 憲武・浩市・貴一・ヒロミの世界最高峰を体感SP 〜僕たちの全英オープン〜 （2004年12月25日、テレビ朝日）
- サラメシ（2011年5月 - 7月・2012年4月 - 、NHK総合） - ナレーション

### 劇場アニメ
- ジャングル大帝（1997年8月1日、松竹）- 「ジャングル大帝」応援団 ※特別出演[56]

### 吹き替え
- 怪盗グルーのミニオン危機一発（2013年9月21日、東宝東和） - エル・マッチョ 役[57]

### ゲーム
- 龍が如く7 光と闇の行方（2020年） - 荒川真澄 役[58][59]
- 龍が如く7外伝 名を消した男（2023年） - 荒川真澄 役[注釈 7]
- 龍が如く8（2024年） - 荒川真澄 役[60]

### ラジオ番組
- 中井貴一・ぼくのジェネレイション（TBSラジオ）

### CM
- サントリー『三四郎の夏』
- アサヒビール『モルト』
- マツダ『ファミリア』（1985年 - 1986年）杉本彩と共演。
- NTT『ハローダイヤル』『100年目の電話生活』（1989年 - 1992年）[61]
- JRA『あなたがいるから競馬は楽しい』（1994年 - 1995年）真田広之、時任三郎と共演[62]。
- 日産自動車『セフィーロ』（2代目）（1994年）藤谷美和子と共演。『ステージア』（初代）（1996年）
- DCカード（1987年、1990年 - 2007年、2012年 - ）本田望結と共演（2012年 - ）。広瀬すずと共演（2016年 - ）。
- 三基商事『ミキプルーン』（1996年 - ）
- キリンビバレッジ『烏龍茶 鳳凰』（1993年）『笹とお茶』
- 片岡物産『モンカフェ』（2009年）ふぞろいの林檎たちの映像を使用し、仲手川良雄と会話をする。
- モバゲータウン『いい大人の、モバゲー』（2011年）柳沢慎吾、時任三郎と共演。
- 第一三共ヘルスケア『クリーンデンタル』
- 大東建託
- ドコモ『クロッシィトーク24』（2012年）
- 三菱UFJ信託銀行（2015年）[63]真田広之、柳沢慎吾と共演。

## ディスコグラフィ

### シングル
| 発売日             | 規格  | 規格品番  | 面 | タイトル             | 作詞       | 作曲           | 編曲              | 備考 |
| ------------------ | ----- | --------- | -- | -------------------- | ---------- | -------------- | ----------------- | --- |
| 東芝EMI・EASTWORLD |       |           |    |                      |            |                |                   | |
| 1984年             | EP    | WTP-17592 | A  | 青春の誓い           | 岩谷時子   | 加瀬邦彦       | 飛沢宏元          | TBS系ドラマ『青春泥棒・徹と由紀子』主題歌。 この曲で『ザ・ベストテン』『夜のヒットスタジオ』に歌手として初出演。 |
| 1984年             | EP    | WTP-17592 | B  | セカンドヒーロー     | 大津あきら | 鈴木キサブロー | 川村栄二          | 東宝系映画『F2グランプリ』主題歌。                                                                               |
| 1984年7月21日      | EP    | WTP-17640 | A  | 噂のルーズ・ガール   | ケニー門谷 | 佐藤隆         | 鷺巣詩郎          | |
| 1984年7月21日      | EP    | WTP-17640 | B  | 出逢いの小径         | 岩谷時子   | 加瀬邦彦       | 飛沢宏元          | |
| 1985年             | EP    | WTP-17666 | A  | 二人だけのラブコール | 安井かずみ | 加藤和彦       | 瀬尾一三          | |
| 1985年             | EP    | WTP-17666 | B  | 君はトロピカル       | 安井かずみ | 加藤和彦       |                   | 後にラジオ番組『コサキンDEワァオ!』『SCHOOL OF LOCK!』で話題になる。                                             |
| 1985年6月21日      | EP    | WTP-17731 | A  | 俺だけのマドンナ     | 安井かずみ | 加藤和彦       | 国吉良一          | |
| 1985年6月21日      | EP    | WTP-17731 | B  | 友情アルバム         | 安井かずみ | 井上大輔       | 井上大輔 国吉良一 | |
| 1987年             | EP    | RT07-2022 | A  | 愛しのサブリナ       | 許瑛子     | 中崎英也       | 大谷和夫          | フジテレビ系ドラマ『女も男もなぜ懲りない』主題歌。                                                               |
| 1987年             | EP    | RT07-2022 | B  | 雨のリバーサイド     | 許瑛子     | 根本要         | 大谷和夫          | |
| 1987年             | EP    | RT07-2098 | A  | 黒の似合うひと       | 松本隆     | 中崎英也       | 鷺巣詩郎          | |
| 1987年             | 8cmCD | XT10-2011 | B  | 1999年               | 松本隆     | 中崎英也       | 鷺巣詩郎          | |

#### その他
- T字路（2014年6月4日、CD+DVD：VIZL-691 / CD：VICL-36935）- フジテレビ系『続・最後から二番目の恋』劇中歌（小泉今日子とのデュエット）
- ダンスに間に合う（2025年6月11日、CD+DVD：VIZL-2444 / CD：VICL-37780）- フジテレビ系『続・続・最後から二番目の恋』エンディングテーマ（小泉今日子とのデュエット）

### アルバム
- 「F2グランプリ」オリジナルサウンドトラック（1984年）
- 蒼い素描（1984年、東芝EMI・イーストワールド）
- プライベートシアター（1985年・東芝EMI・イーストワールド）
- KIICHI NAKAI SPECIAL EDITION（1987年・東芝EMI・イーストワールド） - ベストアルバム
- BLUE SHADE（1988年、東芝EMI・イーストワールド）
- オフ・オフ・マザーグーズ（1990年） -「かごのばあさん」「コマドリの死」に参加
- 日本の詩歌 高村光太郎（2005年） - 朗読集
- 「コンフィダント・絆」ミュージックファイル（2007年） -「大丈夫ソング〜ルイーズ・B編（ライブ収録）」に参加
- 木梨ミュージック コネクション3（2021年） -「ジグソーパズル」（feat. 中井さんと木梨くん。）として参加

## 受賞歴
- 1981年度
  - 第5回日本アカデミー賞 新人俳優賞（『連合艦隊』）
- 1983年度
  - エランドール賞 新人賞
- 1989年度
  - 第10回松尾芸能賞 優秀賞
- 1990年度
  - 第15回おおさか映画祭 主演男優賞（『東京上空いらっしゃいませ』）
- 1994年度
  - 第23回ベストドレッサー賞
  - 第18回日本アカデミー賞 最優秀助演男優賞（『四十七人の刺客』）[64]
  - 第19回報知映画賞 助演男優賞（『四十七人の刺客』）
  - 第68回キネマ旬報ベスト・テン 助演男優賞（『四十七人の刺客』）
- 1995年度
  - 第19回日本アカデミー賞 優秀主演男優賞（『マークスの山』）[65]
- 1998年度
  - 第20回ヨコハマ映画祭 主演男優賞（『ラブ・レター』､『愛を乞うひと』）[66]
- 1999年度
  - 第23回日本アカデミー賞 優秀主演男優賞（『梟の城』）
- 2003年度
  - 第16回日刊スポーツ映画大賞・石原裕次郎賞 主演男優賞（『壬生義士伝』）
  - 第27回日本アカデミー賞 最優秀主演男優賞（『壬生義士伝』）[67]
- 2005年度
  - 第29回日本アカデミー賞 優秀助演男優賞（『亡国のイージス』）
- 2008年度
  - 第18回橋田賞
- 2009年度
  - 東京ドラマアウォード2009 主演男優賞（『風のガーデン』）[68]
- 2012年度
  - 第75回ザテレビジョンドラマアカデミー賞 助演男優賞（『PRICELESS〜あるわけねぇだろ、んなもん!〜』）[69]
- 2014年度
  - 第38回日本アカデミー賞 優秀主演男優賞（『柘榴坂の仇討』）[70]
- 2018年度
  - 第44回放送文化基金賞 演技賞（『娘の結婚』）[71]
- 2019年度
  - 第43回日本アカデミー賞 優秀主演男優賞（『記憶にございません!』）[72]
  - 第44回報知映画賞 主演男優賞（『記憶にございません!』）[73]
  - 第62回ブルーリボン賞 主演男優賞（『記憶にございません!』）[74]
- 2020年度
  - 紫綬褒章[75][76][77]
- 2022年度
  - 第32回日本映画批評家大賞 主演男優賞（『大河への道』）[78]

## 書籍
- 日記「ヘブン・アンド・アース」中国滞在録（キネマ旬報社、2004年）
- 日記2 「鳳凰わが愛」中国滞在録（キネマ旬報社、2007年）